# アブダラー・アリ・モハメド
アブダラー・アリ・モハメド（Abdallah Ali Mohamed、1999年4月11日 - ）は、コモロ・モロニ出身のサッカー選手。FCスタッド・ローザンヌ・ウシー所属。ポジションはDF。コモロ代表。

## 経歴

### クラブ
コモロの首都モロニで生まれたが、モハメドが1歳の時に祖母が住んでいたマルセイユのブセリーン地区へと移住した。2012年にオリンピック・マルセイユの下部組織に加入し、2019-20シーズン、トップチームに昇格した。
2021年7月3日、スイス2部のFCスタッド・ローザンヌ・ウシーへ完全移籍。

### 代表
フランスの市民権を取得済みのため、フランス代表かコモロ代表の2つどちらかを選択できたが、コモロ代表を選択し、2017年6月4日、トーゴ代表戦でデビューした。